# Дехакан
Дехака́н (перс. دهاقان‎) — город в центральном Иране, в провинции Исфахан. Административный центр одноимённого шахрестана.

## География
Город находится в южной части Исфахана, в горной местности центрального Загроса, на высоте 2038 метров над уровнем моря.
Дехакан расположен на расстоянии приблизительно 70 километров к югу от Исфахана, административного центра провинции и на расстоянии 408 километров к югу от Тегерана, столицы страны.

## Население
По данным переписи, на 2006 год численность населения города составляла 16 899 человек.

## Транспорт
Ближайший аэропорт расположен в городе Зерриншехр, на расстоянии 27 км к северу от Дехакана.